# Wolf at the Door
Wolf at the Door is de tweede promo-single van de Britse band Keane. Het is tevens het meest zeldzame wat de band heeft uitgegeven.
De single kwam uit op hun eigen label Zoomorphic en werd verkocht in pubs waar ze speelden. Alle 50 stuks zijn handgemaakt.
Door de gelimiteerde productie is het een collector's item met een waarde van ongeveer £1000,-. De band heeft de single zelf niet.
De single bevat een heropname van "Call Me What You Like" en een originele versie van "She Has No Time". Na het uitkomen van deze single verliet Dominic Scott de band.

## Nummers
1. "Wolf At The Door"
2. "Call Me What You Like"
3. "She Has No Time"